# 12月8日
12月8日是公历一年中的第342天（闰年第343天），离全年结束还有23天。

## 大事记

### 20世紀以前
- 395年：参合陂之战，北魏道武帝所領導的北魏軍隊擊敗由後燕將領慕容寶率領的後燕部隊
- 1128年：農曆十一月乙未，黃河大改道。在改道前，黃河在開封附近呈東北走向，在山東境內入渤海。改道後，黃河下游流經路線，按照現時中国行政區域劃分，大體上經過河南的滎陽、鄭州、原陽、延津、封丘、中牟、開封、蘭考，後經山東的曹縣、單縣，再經安徽的碭山、蕭縣、最後入江蘇的丰縣、沛縣、徐州、邳縣、睢寧、宿遷、泗陽、淮安、漣水、阜寧、濱海然後入黃海。
- 1886年：美国劳工联盟在俄亥俄州哥伦布成立。

### 20世紀
- 1914年：英國皇家海軍於福克蘭群島外海擊敗德國海軍東亞分艦隊，東亞分艦隊自此名存實亡。
- 1941年：酒井隆領導的大日本帝國陸軍開始大舉入侵英屬香港開始香港保衛戰，並在轟炸啟德機場後迅速取得制空權。
- 1941年：大日本帝國軍隊向英屬香港、菲律賓自由邦、關島等地發動大規模攻勢，美國、英國及大英國協成員國向大日本帝國宣戰。
- 1941年：日本海軍开始从塞班島軍機空襲關島，關島戰役爆發。
- 1941年：纳粹德国在波兰罗兹开始使用毒气室屠杀犹太人。
- 1941年：日本占领当局关闭燕京大学，逮捕了司徒雷登。
- 1941年：泰國政府和大日本帝國建立軍事同盟，並容許日軍自法屬印度支那穿越泰國入侵緬甸和馬來亞。
- 1949年：因第二次国共内战戰況日下，中華民國政府將首都從南京市遷至臺灣省臺北市，並逐步將政府及軍隊遷台。
- 1951年：美日安全條約（英语：Security Treaty Between the United States and Japan）签订。
- 1963年：泛美航空214號班機（波音707-121）因雷擊於馬里蘭州埃爾克頓墜毀，機上81人全部罹難。
- 1971年：中华人民共和国与冰岛共和国建交。
- 1974年：1974年希臘共和制公投举行，最终决定废除君主制。
- 1980年：英國披頭四樂團前成員約翰·藍儂於紐約達科他公寓自宅外遭歌迷馬克·大衛·查普曼槍殺身亡。
- 1981年：中华人民共和国自行设计制造的大型喷气式客机“運-10”试飞成功。
- 1985年：南亚区域合作联盟成立。
- 1987年：一輛以色列運兵車於北加沙省的檢查站附近壓死四名巴勒斯坦難民，引發巴勒斯坦人長達數年的大規模抗議及暴動。
- 1987年：美國代表美國總統雷根和蘇聯代表蘇共中央總書記戈巴契夫於華盛頓特區簽署销毁两国中程和短程核导弹《中程导弹条约》。
- 1991年：白俄羅斯、俄羅斯和烏克蘭領導人簽訂《別洛韋日協議》，同意解散蘇聯，並建立繼承權利的獨立國家國協。
- 1994年：中华人民共和国新疆克拉玛依市的友谊馆发生特大火灾，死亡325人，其中中小学生288人，干部、教师及工作人员37人，受伤住院者130人。
- 1997年：珍妮·希普利就任新西兰总理，是新西兰的第一位女总理。

### 21世紀
- 2004年：南美洲12个国家签署《库斯科宣言（英语：Cusco Declaration）》，宣布南美洲国家联盟的前身南美洲国家共同体成立。
- 2005年：日本女子偶像團體AKB48於東京進行出道公演，之後獲得金氏世界紀錄認證為世界上最多成員的流行音樂團體。
- 2005年：以色列紅大衛盾會的「紅水晶」標誌獲得正式承認成為國際紅十字與紅新月運動的標誌，允許以色列使用此標誌參與國際紅十字與紅新月運動。
- 2010年：日本试验性太空探测器IKAROS在距离金星80,800公里处飞掠过，成功展现关于太阳帆技术的实用性。
- 2012年：2012年聯合國氣候變化大會（英语：2012 United Nations Climate Change Conference）在卡塔尔首都多哈闭幕，大会最终决定将本应于2012年到期的京都议定书延长至2020年。
- 2013年：由于乌克兰亲欧盟示威运动，乌克兰首都基辅最后一座列宁雕像被人群拉倒。
- 2013年：金屬製品在南極洲舉行演唱會，成為第一個在七大洲演出的樂團。
- 2015年：以赫蘇斯·托雷亞爾瓦（英语：Jesús Torrealba）為首的民主行動黨在2015年委內瑞拉議會選舉中，擊敗執政長達17年的委內瑞拉統一社會主義黨。
- 2019年：沙烏地城市鄉村事務部宣布，不再強制餐廳設置「家庭」和「男性」兩個入口，解除了沙烏地阿拉伯女性到餐廳就餐只能由「家庭」入口入內的限制。
- 2021年：在安格拉·梅克爾卸任後，德國聯邦議院選舉社會民主黨領袖奧拉夫·蕭茲接任新總理。
- 2023年：澳門輕軌的媽閣站開通。
- 2024年：经过五年重建，在2019年大火中被烧毁的巴黎圣母院重新开放。
- 2024年：敘利亞反對派攻陷首都大馬士革，總統巴夏爾·阿塞德流亡俄羅斯，其復興黨政權宣告垮臺。

## 出生

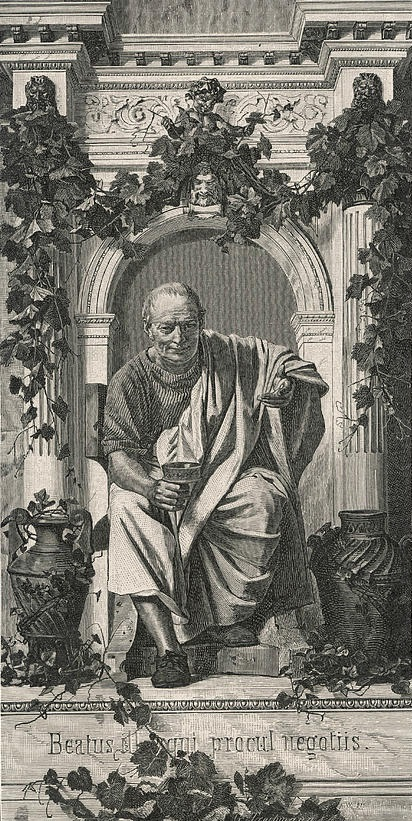
贺拉斯

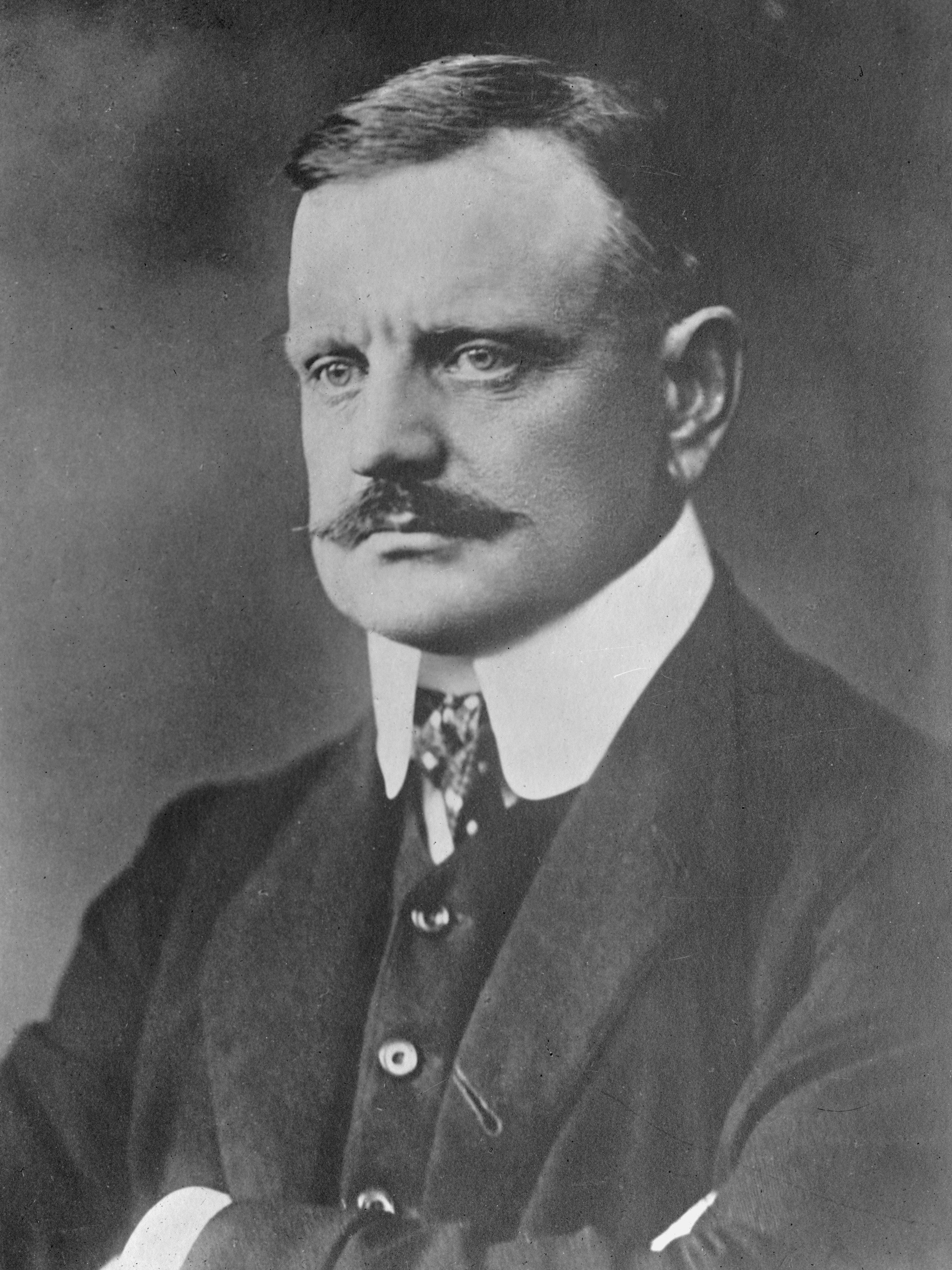
让·西贝柳斯

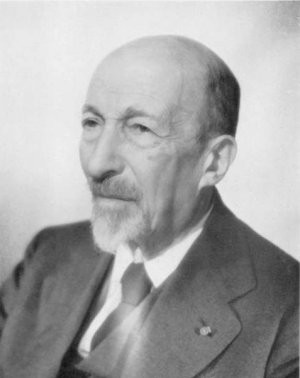
雅克·阿达马

- 前65年：賀拉斯，羅馬批評家、翻譯家、詩人（前8年逝世）
- 1542年：玛丽一世，蘇格蘭女王（1587年逝世）
- 1626年：克里斯蒂娜，瑞典女王（1689年逝世）
- 1630年：謝永常，明鄭將領（1661年逝世）
- 1699年：瑪麗亞·約瑟法，波蘭王后（1757年）
- 1708年：一世，哈布斯堡-洛林王朝的神聖羅馬帝國皇帝（1765年逝世）
- 1731年：弗朗蒂舍克·杜舍克，波西米亞作曲家、鋼琴家（1799年逝世）
- 1742年：尚-馬蒂厄-菲利貝爾·塞律里埃，法國將軍（1819年逝世）
- 1765年：伊萊·惠特尼，美國發明家、機械工程師、機械製造商（1825年逝世）
- 1815年：阿道夫·馮·门采爾，德國油畫家、版畫家（1905年逝世）
- 1832年：比約恩斯彻納·比昂松，挪威作家、國歌作詞者，1903年諾貝爾文學獎得主（1910年逝世）
- 1845年：翟理斯，英國外交官、漢學家（1935年逝世）
- 1861年：喬治·梅里愛，法國魔術師、電影製片（1938年逝世）
- 1861年：阿里斯蒂德·馬約爾，法國雕塑家、畫家（1944年逝世）
- 1864年：卡米耶·克洛岱爾，法國雕塑家，羅丹愛侶（1943年逝世）
- 1865年：，芬蘭作曲家（1957年逝世）
- 1865年：雅克·阿達馬，法國數學家（1963年逝世）
- 1880年：申采浩，韓國獨立運動家、歷史學家、文學家（1936年逝世）
- 1886年：迭戈·里韋拉，墨西哥畫家、活躍的共產主義者、墨西哥壁畫復興運動促進者（1957年逝世）
- 1887年：空閑昇，日本陸軍少校（1932年逝世）
- 1890年：，捷克作曲家（1959年逝世）
- 1892年：馬庫斯·李·漢森，美國歷史學家（1938年逝世）
- 1894年：E·C·西格，美國漫畫家，《大力水手》創作者（1938年逝世）
- 1900年：孫立人，中華民國陸軍二級上將（1990年逝世）
- 1909年：萊斯利·紐比金，英國神學家、宣教士（1998年逝世）
- 1913年：孫運璿，台灣行政院長（2006年逝世）
- 1918年：傑拉德·蘇才 ，法國男中音歌劇唱家（2004年逝世）
- 1922年：盧西安·弗洛伊德，德裔英國藝術家，西格蒙德·弗洛伊德孫子（2011年逝世）
- 1925年：阿納爾多·福拉尼，義大利政治人物，第43任義大利總理（2023年逝世）
- 1927年：尼克拉斯·盧曼，德國社会學家（1998年逝世）
- 1930年：馬克西米利安·謝爾，奧地利、瑞士籍電影演員、導演、編劇、監製（2014年逝世）
- 1935年：達曼德拉，印度演員、政治人物
- 1936年：大衛·卡拉定，美國男演員（2009年逝世）
- 1939年：达里乌什·梅赫尔朱伊，伊朗電影導演、編劇（2023年逝世）
- 1939年：詹姆斯·高威，北愛爾蘭長笛演奏家，被譽為「金笛手」
- 1941年：吉奧夫·赫斯特，英格蘭前足球運動員
- 1943年：吉姆·莫里森，美國創作歌手、詩人（1971年逝世）
- 1944年：莎米拉·泰戈，印度女演員
- 1945年：約翰·班維爾，愛爾蘭小說家
- 1947年：黎智英，香港企業家
- 1947年：托馬斯·切赫，美國生物化學家，1989年諾貝爾化學獎得主
- 1948年：路易斯·卡法雷利，阿根廷數學家
- 1949年：蘇紹連，台灣詩人
- 1949年：南茜·迈耶斯，美國導演、編劇、電影監製
- 1949年：羅伯特·史坦伯格，美國發展心理學權威
- 1951年：比爾·布萊森，美國作家
- 1952年：夏韶聲，香港搖滾男歌手
- 1952年：許文遠 ，新加坡發展部部長
- 1953年：金·貝辛格，美國演員
- 1954年：島本須美，日本女性聲優
- 1954年：高洪柱，韓裔美籍律師、法律學者
- 1955年：林嶺東，香港電影導演（2018年逝世）
- 1956年：廖俊輝，香港足球運動員、教練
- 1957年：米哈伊尔·卡西亚诺夫，俄羅斯政治人物
- 1957年：蔡國強，中國藝術家
- 1959年：金墉，韓裔美國公共衛生學者
- 1960年：莎麗法阿芝莎，馬來西亞政治人物（2024年逝世）
- 1960年：林冠英，馬來西亞檳城第四任首席部長
- 1962年：馬蒂·弗里德曼，美國吉他手、作曲家
- 1963年：黃安，台灣男歌手
- 1963年：川田利明，日本職業摔角選手
- 1963年：李在明，韓國政治人物，現任韓國總統
- 1963年：溫德爾·皮爾斯，美國男演員、商人
- 1964年：泰瑞·海契，美國女演員
- 1964年：奥斯卡·拉米雷斯，哥斯达黎加足球運動員、教練
- 1965年：劉嘉玲，香港女演員
- 1966年：西尼德·奥康娜，愛爾蘭創作歌手（2023年逝世）
- 1967年：三石琴乃，日本女性聲優
- 1968年：麥克·穆西納，前美國職棒大聯盟球員
- 1970年：和久井映見，日本女歌手、演員
- 1973年：稻垣吾郎，日本男藝人
- 1975年：陳維齡，台灣女藝人
- 1976年：多米尼克·莫納漢，英國男演員
- 1977年：中岡創一，日本搞笑藝人
- 1978年：，英國職業足球運動員
- 1978年：伊恩·桑莫哈德，美國演員、時裝模特兒
- 1978年：費德歷·比基安尼，法國足球運動員
- 1979年：林峯，香港男演員、歌手
- 1979年：克里斯蒂安·威廉松，瑞典足球運動員
- 1980年：亮哲，台灣男演員
- 1982年：阿爾弗雷多·阿瑟維斯，墨西哥籍美國職棒球員
- 1982年：哈米德·阿爾滕托普，土耳其足球運動員
- 1982年：妮琪·米娜，美國女歌手
- 1982年：迪迪·特羅特，美國田徑運動員
- 1983年：馬高·柏達連奴，瑞士職業足球運動員
- 1984年：TAKAHIRO，日本男歌手
- 1985年：，美國NBA職業籃球員
- 1985年：鄧莎，中國女演員
- 1986年：GRAY，韓國歌手、音樂製作人
- 1986年：蔡瀚億，香港男演員
- 1986年：凱特·芙格麗，美國女創作歌手、音樂家、演員
- 1986年：阿米爾·汗，英國拳擊手
- 1986年：傑梅因·泰勒，美國籃球運動員
- 1989年：貝赫達德·薩利米-庫爾達西亞比，伊朗男子舉重運動員
- 1989年：安娜·卡斯柏札克，丹麥女子馬術運動員
- 1990年：戶田惠，日本女性聲優
- 1990年：姜蕙妍，韓國女子偶像團體BESTie成員
- 1992年：橫山由依，日本女子偶像團體AKB48隊長
- 1993年：安娜蘇菲亞·羅伯，美國女演員
- 1994年：山內鈴蘭，日本女子偶像團體AKB48成員
- 1994年：多田愛佳，日本女子偶像團體HKT48成員
- 1994年：拉希姆·斯特林，牙買加足球運動員
- 1995年：利萬·莫內羅，古巴職業棒球運動員
- 1998年：陳嫺靜，臺灣創作歌手
- 1998年：歐文·提格，美國男演員
- 1998年：坦納·布坎南，美國男演員、模特
- 1999年：趙怡賢，韓國女演員
- 1999年：里斯·詹姆斯，英格蘭足球運動員
- 2002年：朴成訓，韓國男子偶像團體ENHYPEN成員

## 逝世

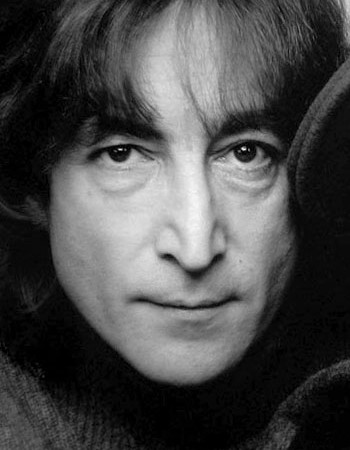
约翰·列侬

- 1643年：約翰·皮姆，英格蘭政治人物（1584年出生）
- 1864年：喬治·布爾，英國數學家、哲學家，數理邏輯學先驅（1815年出生）
- 1894年：帕夫努季·切比雪夫，俄羅斯數學家（1821年出生）
- 1905年：陈天华，中國革命家，華興會、同盟會會員（1878年出生）
- 1914年：馬克西米連·馮·斯比，德國海軍將領（1861年出生）
- 1952年：查爾斯·萊托勒，英國海員，鐵達尼號二副（1874年出生）
- 1968年：施戈斐侶，英國殖民地官員、考古學家（1888年出生）
- 1978年：，以色列政治人物、外交家、社會活動家，第4任以色列總理（1898年出生）
- 1980年：，英國歌手、詞曲作者，著名樂隊「披頭四」主音歌手（1940年出生）
- 1988年：乌兰夫，中華人民共和國原副主席（1906年出生）
- 1988年：沈春池，中華民國軍官、臺灣企業家（1909年出生）
- 1996年：柏戶剛，日本相撲力士，第47代橫綱（1938年出生）
- 2013年：紅線女，原名鄺健廉，粵劇演員（1924年出生）
- 2015年：杜葉錫恩，前香港市政局及香港立法局議員（1913年出生）
- 2016年：，美國太空人，水星計畫七人之一（1921年出生）
- 2018年：艾芙琳·別列津，美國電腦工程師，設計第一套電腦文書處理器[1]（1925年出生）
- 2019年：保罗·沃尔克，美國經濟學家（1927年出生）
- 2019年：朱斯·沃爾德，美國饒舌歌手[2]（1998年出生）
- 2021年：蘇珊娜·樋口，日裔秘魯政治人物、工程師，祕魯國會議員，前祕魯總統阿爾韋托·藤森的前妻（1950年出生）
- 2021年：比平·拉瓦特，印度軍官，曾任印度陸軍四星上將及國防參謀長（1958年出生）
- 2021年：拿斯·賀治，丹麥職業足球運動員（1959年出生）
- 2021年：阿爾弗雷多·莫雷諾，阿根廷職業足球運動員（1980年出生）
- 2023年：，美國男演員（1941年出生）

## 节假日和习俗
- 天主教會：聖母無原罪瞻禮
- 芬兰：音樂日
- 巴拿马：母親節
- 羅馬尼亞：憲法日
- ：憲法日
- 中国：沙縣小吃節
- 福克蘭群島：海戰紀念日